# Colm Meaney

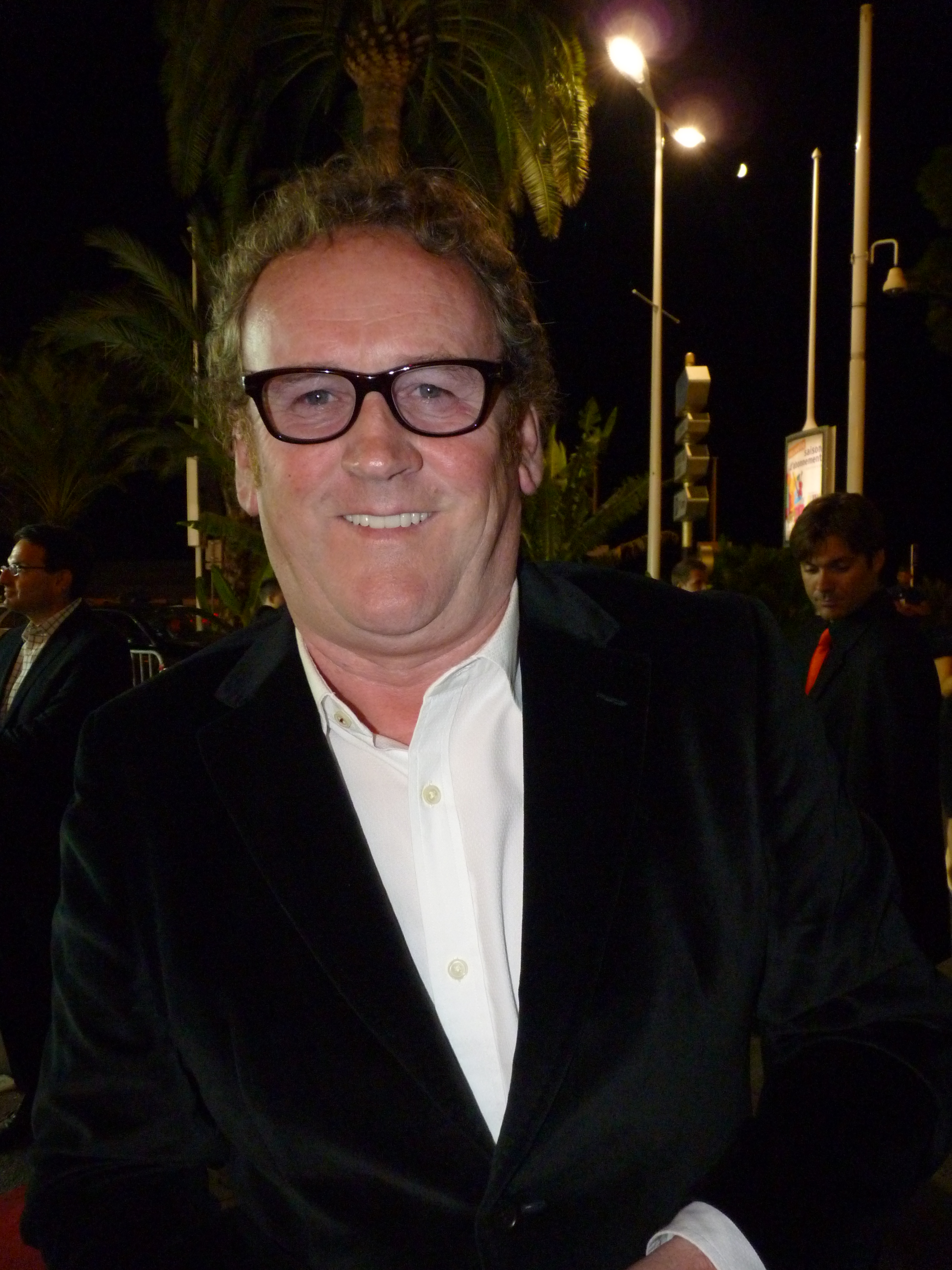
Colm Meaney în 2011

Colm J. Meaney (irlandeză: Colm Ó Maonaigh; născut la 30 mai 1953) este un actor irlandez, cunoscut pentru interpretarea lui Miles O'Brien în Star Trek: The Next Generation și Star Trek: Deep Space Nine. Este al doilea după Michael Dorn ca număr de  apariții în franciza Star Trek. A fost invitat în mai multe episoade din Law & Order sau The Simpsons. El a avut, de asemenea, o carieră importantă în cinematografie, apărând în filmul britanic despre sport The Damned United.

## Filmografie
| Film         | Film                                                        | Film                                   | Film |
| An           | Titlu                                                       | Rol                                    | Note |
| ------------ | ----------------------------------------------------------- | -------------------------------------- | --- |
| 1981         | Nailed                                                      | Younger Protestant                     | |
| 1981         | Les Roses de Dublin                                         | Michael Kavanaugh                      | miniserial TV |
| 1983         | Playboy of the Western World                                | Shawn                                  | film TV |
| 1984         | The Hidden Curriculum                                       | David Dunn                             | film TV |
| 1987         | Kenny Rogers as The Gambler, Part III: The Legend Continues | Tinkerer                               | film TV |
| 1987         | Omega Syndrome                                              | Sean                                   | |
| 1987         | The Dead                                                    | Mr. Bergin                             | |
| 1989         | Perfect Witness                                             | Meagher                                | film TV |
| 1990         | Die Hard 2                                                  | Pilot                                  | |
| 1990         | Dick Tracy                                                  | Cop at Tess's                          | |
| 1990         | Come See the Paradise                                       | Gerry McGurn                           | |
| 1991         | The Commitments                                             | Jimmy Rabbitte, Sr.                    | |
| 1992         | Under Siege                                                 | Daumer                                 | |
| 1992         | The Last of the Mohicans                                    | Maj. Ambrose                           | |
| 1992         | Far and Away                                                | Kelly                                  | |
| 1992         | Into the West                                               | Barreller                              | |
| 1993         | The Snapper                                                 | Dessie Curley                          | Nominalizare – Golden Globe Award for Best Actor – Motion Picture Musical or Comedy                                               |
| 1994         | War of the Buttons                                          | Jerome/Geronimo's father               | |
| 1994         | The Road to Wellville                                       | Dr. Lionel Badger                      | |
| 1995         | The Englishman Who Went Up a Hill But Came Down a Mountain  | Morgan the Goat                        | |
| 1996         | The Van                                                     | Larry                                  | |
| 1996         | The Last of the High Kings                                  | Jim Davern                             | |
| 1997         | Con Air                                                     | DEA Agent Duncan Malloy                | |
| 1997         | Owd Bob                                                     | Keith Moore                            | |
| 1998         | This Is My Father                                           | Seamus, Owner of the Bed-and-Breakfast | |
| 1998         | Monument Ave.                                               | Jackie O'Hara                          | a.k.a. Snitch |
| 1998         | 22 October                                                  | Steve                                  | |
| 1998         | Claire Dolan                                                | Roland Cain                            | |
| 1998         | Money Kings                                                 | Al Sheehan                             | film TV; a.k.a. Vig |
| 1999         | Mystery, Alaska                                             | Mayor Scott Pitcher                    | |
| 1999         | The Magical Legend of the Leprechauns                       | Seamus Muldoon                         | |
| 1999         | Chapter Zero                                                | Frank Lazarus                          | |
| 1999         | Four Days                                                   | Fury                                   | |
| 1999         | Most Important                                              | Dan O'Neill                            | |
| 2001         | Backflash                                                   | Gin O'Malley                           | |
| 2001         | How Harry Became a Tree                                     | Harry                                  | Irish Film and Television Award for Best Actor                                                                                    |
| 2002         | Random Passage                                              | Thomas Hutchings                       | miniserial TV Nominalizare – Gemini Award for Best Performance by an Actor in a Leading Role in a Dramatic Program or Mini-Series |
| 2002         | King of Texas                                               | Mr. Tumlinson                          | film TV |
| 2003         | The Boys From County Clare                                  | Jimmy                                  | |
| 2003         | Intermission                                                | Jerry Lynch                            | |
| 2004         | Blueberry                                                   | Jimmy McClure                          | |
| 2004         | Bad Apple                                                   | Gibbons                                | film TV |
| 2004         | Layer Cake                                                  | Gene                                   | |
| 2004         | Nouvelle-France                                             | Benjamin Franklin                      | |
| 2005         | Turning Green                                               | Tom                                    | |
| 2006         | Five Fingers                                                | Gavin                                  | |
| 2006         | Caved In: Prehistoric Terror                                | Vincent                                | film TV |
| 2006         | Covert One: The Hades Factor                                | Peter Howell                           | film TV |
| 2006         | A Lobster Tale                                              | Cody                                   | |
| 2007         | Kings                                                       | Joe Mullan                             | Nominalizare – Irish Film and Television Award for Best Actor                                                                     |
| 2007         | The Metrosexual                                             | The Mayor                              | Great Lakes Film Festival Award for Best Supporting Actor                                                                         |
| 2008         | Clean Break                                                 | Trevor Jones                           | |
| 2008         | Three and Out                                               | Tommy                                  | |
| 2009         | ZOS: Zone of Separation                                     | George Titac                           | miniserial TV |
| 2009         | The Damned United                                           | Don Revie                              | |
| 2009         | The Race                                                    | Frank Kensay                           | |
| 2009         | Law Abiding Citizen                                         | Detective Dunnigan                     | |
| 2009         | Alice                                                       | King of Hearts                         | miniserial TV |
| 2010         | Get Him to the Greek                                        | Jonathan Snow                          | |
| 2010         | Alleged                                                     | H. L. Mencken                          | |
| 2010         | Parked                                                      | Fred Daly                              | |
| 2010         | The Conspirator                                             | Gen. David Hunter                      | |
| 2011         | El Perfecto Desconocido                                     | Mark O'Reilly                          | |
| 2012         | Whole Lotta Sole                                            | Detective Weller                       | |
| 2012         | Bel Ami                                                     | Monsieur Rousset                       | |
| 2013         | Alan Partridge: Alpha Papa                                  | Pat Farrell                            | |
| 2013         | One Chance                                                  | Roland Potts                           | |
| 2013         | Free Birds                                                  | Myles Standish                         | Doar voce |
| 2014         | The Devil's Hand                                            | Elder Beacon                           | |
| Televiziune  |                                                             |                                        | |
| An           | Titlu                                                       | Rol                                    | Note |
| 1978         | Z Cars                                                      | McGlin                                 | un episod |
| 1982         | Play for Tomorrow                                           | Kevin Murphy                           | un episod |
| 1982         | Strangers                                                   | Smollett                               | un episod |
| 1986         | Moonlighting                                                | Katharina Suitor                       | un episod |
| 1987         | Remington Steele                                            | Man in Tavern                          | un episod |
| 1987         | Tales from the Darkside                                     | Constable                              | un episod |
| 1987–1988    | One Life to Live                                            | Patrick London                         | |
| 1987–1994    | Star Trek: The Next Generation                              | Chief Miles O'Brien                    | Personaj principal |
| 1990         | Equal Justice                                               | Nucchi                                 | un episod |
| 1990         | Father Dowling Mysteries                                    | Ernie                                  | un episod |
| 1991         | The New Adam-12                                             | Father                                 | un episod |
| 1991         | MacGyver                                                    | Dr. Irwin Malcolm                      | un episod |
| 1993         | Dr. Quinn, Medicine Woman                                   | Jake Slicker                           | Pilot episode |
| 1993         | Brooklyn Bridge                                             | Mr. Kramer                             | un episod |
| 1993–1999    | Star Trek: Deep Space Nine                                  | Chief Miles O'Brien                    | Rol principal |
| 1994         | Scarlett                                                    | Father Colum O'Hara                    | miniserial TV |
| 1996         | Gargoyles                                                   | Mr. Dugan                              | Doar voce; un episod |
| 2004         | The Murdoch Mysteries                                       | Inspector Brackenreid                  | Două episoade |
| 2004, 2006   | Stargate Atlantis                                           | Chief Cowen (leader of the Genii)      | Trei episoade |
| 2005         | Law & Order: Criminal Intent                                | Judge Harold Garrett                   | episodul: In the Wee Small Hours                                                                                                  |
| 2006         | The Unit                                                    | Charge D'Affaires                      | un episod |
| 2007         | Men in Trees                                                | Bob O'Donnell                          | Două episoade |
| 2008         | Law & Order                                                 | Wyatt Landon                           | un episod |
| 2009         | The Simpsons                                                | Tom O'Flanagan                         | Doar voce; episodul: In the Name of the Grandfather                                                                               |
| 2011–present | Hell On Wheels                                              | Thomas "Doc" Durant                    | Rol principal Nominalizare – Saturn Award for Best Supporting Actor on Television                                                 |
| 2014         | The Driver                                                  |                                        | serial TV |
| 2015         | Sfârșitul copilăriei                                        | Wainwright                             | miniserial TV |